# Tuam
Tuam es una localidad situada en el condado de Galway de la provincia de Connacht (República de Irlanda), con una población en 2016 de 8767 habitantes. Se encuentra ubicada al oeste del país, cerca de la ciudad de Galway y la bahía de Galway (océano Atlántico).
Tuam se encuentra a 32 km al norte de la ciudad de Galway en la ruta principal N-17. Debe su origen, según la leyenda, a la rueda de carro rota que san Jarlath tomó como señal para fundar su asentamiento monástico aquí en el siglo V. Tuam, la probable capital de Irlanda durante el siglo XII, cuando el Gran Rey Rory O'Onor la adoptó como residencia. Durante este período, los oneros dotaron a Tuam con la cruz procesional de Cong (ahora en el Museo Nacional), y están asociados con las cruces ornamentales (ahora en la catedral de Santa María). 
La ciudad debe su fundación a un monasterio establecido aquí en el siglo VI por san Jarlath; las ruinas del Templo Jarlath, en el centro de la ciudad, datan de alrededor de 1360. La Cruz del Alto de Tuam data del siglo XII y XIV.
Iglesia Catedral de Santa María, Tuam
Tuam cuenta con la Catedral de la Asunción de la Santísima Virgen María que es una iglesia católica de naturaleza neogotica. La primera catedral en este sitio data del siglo XII cuando Turlough O’Conor era el Gran Rey de Irlanda. Esta primera catedral fue destruida por un incendio en 1184 y el sitio fue abandonado durante casi cien años. En el siglo XIV se construyó una segunda catedral, pero solo se completó lo que se conoce como la Sala del Sínodo. La Cancillería del siglo XII y el santuario de la primera catedral se incorporaron a la segunda catedral. Con la llegada del ferrocarril a Tuam en 1860 y la ampliación de la guarnición del ejército, la población anglicana local aumentó hasta tal punto que la catedral del siglo XIV ya no era lo suficientemente grande como para acomodar a la congregación y esto llevó a la construcción de un tercera catedral en este sitio que fue levantada entre 1861 y 1878. Esta tercera catedral fue construida en el sitio de la primera e incorporó el arco hiberno-románico del siglo XII como el santuario, mientras que la segunda catedral se convirtió en la sala sinodal, que fue restaurada entre 1985-1987. Entre sus muchos artefactos se encuentra la importante Alta Cruz de Tuam. 
Actualmente se encuentra en reformas, paralizadas por la pandemia del COVID-19. 
Origen / significado de la bandera actual de Tuam
La bandera de Tuam ha ido cambiando a lo largo de la historia como han hecho prácticamente las banderas y símbolos de todas las culturas y países del mundo, pero nos centraremos en la actual.
Las armas fueron otorgadas oficialmente el 6 de septiembre de 1991. 
La cruz latina es un recordatorio de la importancia eclesiástica de Tuam como sede de un arzobispo. Las llamas gemelas en verde representan los dos hombros o colinas de Tuam como en su antiguo nombre Tuaim dá Ghualainn (el túmulo de los dos hombros). La rueda rota recuerda la leyenda de la fundación de Tuam monástico por san Jarlath en el lugar donde se rompió su rueda de carro. Las dos coronas recuerdan a los reyes de Irlanda del siglo XII, Turlough y Roderic O’Connor, que residían en Tuam.